# Orfenat

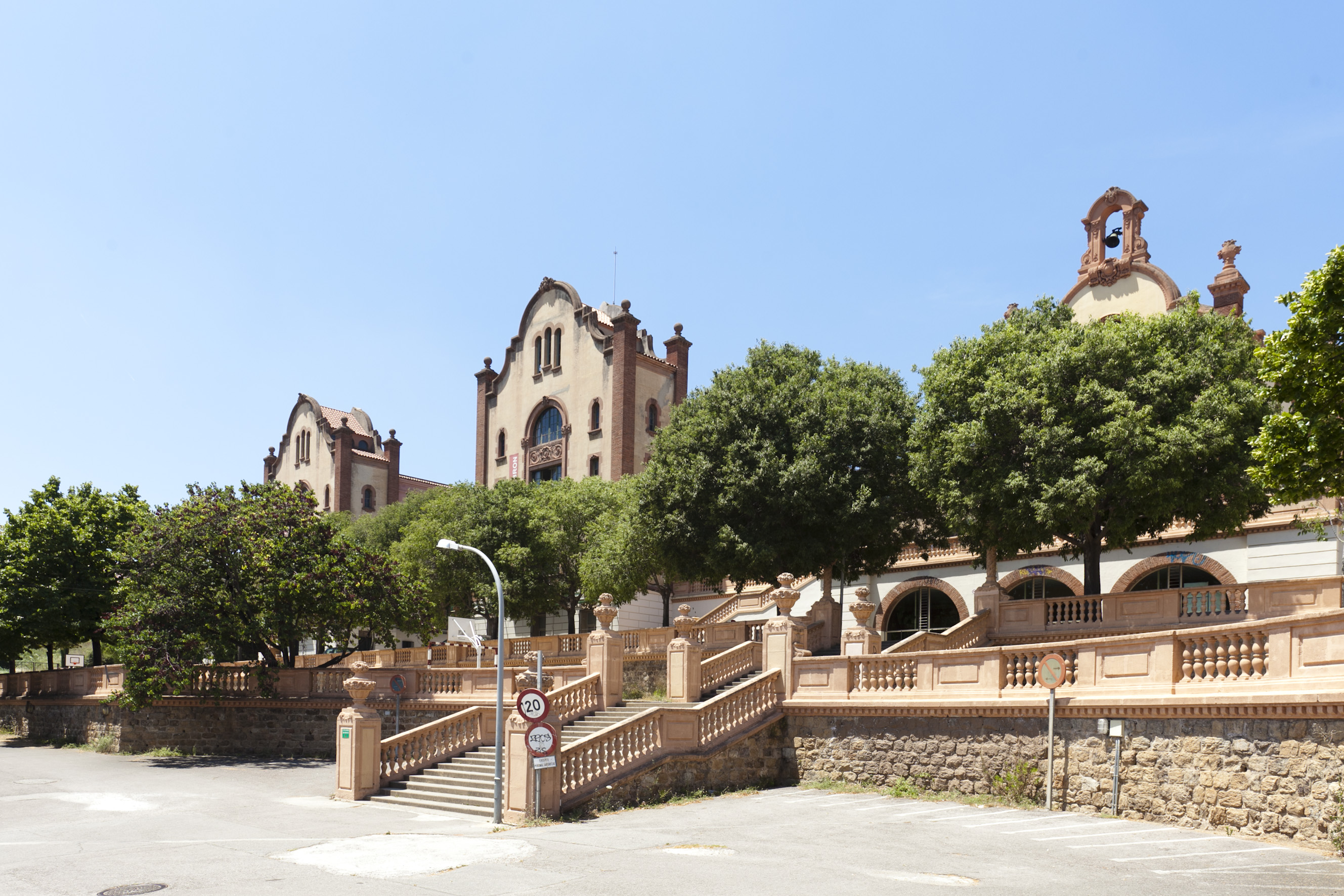
Antic orfenat Ribas de Sant Genís dels Agudells

Un orfenat és una residència per a nens orfes, que passen a tutela del govern (abans depenien dels ordes religiosos i de la caritat). Des d'allà es pot tramitat l'adopció per part d'una nova família. Els primers orfenats documentats daten de finals del segle i aC i han anat evolucionant fins a ser un servei social més, que acull no solament els orfes, sinó aquells nens sense família que se'n pugui fer càrrec (és a dir, immigrants no acompanyats o nens i nenes als pares dels quals s'ha tret la custòdia per maltractament o negligència).
A Mallorca, d'ençà del segle xv es feia càrrec dels expòsits l'Hospital General, el finançament del qual provenia de la Universitat de la Ciutat i Regne de Mallorca i, a partir de 1718, de l'Ajuntament. El 1796 es fundà, a instàncies del bisbe Nadal, la Casa General d'Expòsits, dita popularment la Inclusa, que en un primer moment s'instal·là al carrer de Sant Alonso i el 1809 es traslladaren al carrer dels Oms. El 1842 passà a la Diputació. A final del segle xix, l'Arxiduc explica que la institució comptava amb un director, un capellà, un metge, dues criades, dues cuineres, vuit germanes de la caritat i un gran nombre de tetes, que eren les que s'encarregaven d'alletar i criar els infants de fins a set anys (a partir de llavors, passaven a la Casa de Misericòrdia, l'asil dels pobres): dotze eren internes, però n'hi havia més de cinc-centes d'externes, que alletaven els infants a casa seva. L'Arxiduc explica que els infants solien estar amb les tetes tres o quatre anys, però que podien estar-hi fins als set, i que, en els casos en què els vincles eren més estrets, les tetes externes solien adoptar aquests infants en el moment que havien de passar a la Misericòrdia. També existien procediments legals per adoptar aquests infants per part de famílies no vinculades a la institució. Sembla que la mortalitat era força alta, amb gairebé un nin mort per cada dos d'acollits, segons que reporta l'Arxiduc. El 1953, la institució es traslladà al carrer del General Riera i adoptà el nom de Llar de la Infància; el 1983 passà a dependre del Consell de Mallorca, que el 1989 la rebatejà com a Llar del Menor.
A Catalunya han quedat assumits dins els CRAE (centres residencials d'atenció educativa), portats per un educador social i diversos treballadors específics. Els CRAE atenen infants de zero a divuit anys, amb alguns programes puntuals per a joves majors d'edat. La majoria de centres són de titularitat mixta, entre la Generalitat i entitats sense afany de lucre, entre les quals destaca Aldees Infantils SOS.